# Асхава
Асхава — река в России, на полуострове Камчатка. Протекает по территории Усть-Камчатского района Камчатского края.
Длина реки — 54 км. Площадь водосборного бассейна — 182 км². Впадает в реку Радуга слева на расстоянии 28 км от её устья. Высота устья над уровнем моря — 13,2 м. Имеет приток — ручей Попутный, впадающий в 19 км от устья Асхавы.

## Данные водного реестра
По данным государственного водного реестра России, относится к Анадыро-Колымскому бассейновому округу.
Код водного объекта — 19070000112120000018203.